# Ritmo 2
(Piero Pelù, dal testo della canzone originaria Ritmo)
Ritmo 2# è un brano musicale della rockband italiana Litfiba. Il singolo, pubblicato nel 1996, anticipa l'uscita dell'album Mondi Sommersi.

## Il brano
È un brano che rappresenta una svolta nel sound Litfiba, con l'inserimento di campionamenti e dell'elettronica che va a "irrobustire" la potenza del suono stesso e a colorarlo con diverse sfumature. Molto programmato dalle radio, Ritmo 2# favorirà il boom di Mondi Sommersi che venderà oltre 700 000 copie, diventando (prima di Infinito) l'album dei Litfiba con più consensi commerciali.
Del brano esistono diverse versioni: oltre a Ritmo 2# vi è infatti Ritmo (presente come prima traccia in Mondi Sommersi) dall'incedere più funk e meno esasperato nell'elettronica, la versione edit per i passaggi radiofonici (e presente nel videoclip) e le due versioni di Ritmo e Ritmo 2# in lingua spagnola inserite nella versione iberica di Mondi Sommersi uscita nel 1998, che conteneva tra l'altro anche Reina de Corazones (versione spagnola di Regina di cuori) e Gota a Gota (versione spagnola di Goccia a goccia). Inoltre durante un'intervista rilasciata all'emittente TMC, Ghigo e Piero rivelarono l'esistenza di una terza e di una quarta versione, diverse dalle prime due, che per esigenze discografiche non poterono finire sul disco.
Il brano venne scelto dalla Opel per lo spot pubblicitario per il lancio della nuova Opel Tigra, che successivamente apparirà anche nel video di Regina di cuori. A sostegno della campagna pubblicitaria la stessa Opel fece uscire un CD promo da distribuire ai clienti dal titolo "Viaggio al Centro della Musica - Litfiba 4 You", con i due singoli tratti da Mondi sommersi più altri due brani tratti da Spirito.

## Edizioni
- "standard edition"/1 - 1 traccia
- "standard edition"/3 - 3 tracce
- "cardsleeve edition" (busta in cartoncino) - 1 traccia

## Tracce

### Standard edition/3
1. Ritmo[2] - 4:13
2. Ritmo 2# - 4:34
3. Imparerò[2] - 3:27

### Viaggio al Centro della Musica - Litfiba 4 You
1. Ritmo 2 - 4:06
2. Regina di cuori - 4:04
3. Spirito - 4:44
4. Lacio Drom - 4:17

## Formazione
- Piero Pelù - voce
- Ghigo Renzulli - chitarra e cori
- Daniele Bagni - basso
- Roberto Terzani - tastiere, campionamenti, grooves e cori
- Franco Caforio - batteria
- Candelo Cabezas - percussioni e "co-ritmi"